# Speedy Ortiz
A Speedy Ortiz egy a Massachusetts állambeli Northamptonban 2011-ben alapított indie rock együttes. Zenéjükben az alternatív rock, a grunge és a noise pop elemei is megtalálhatók. Jelenlegi tagjai Sadie Dupuis (ének, gitár), Mike Falcone (dob), Darl Ferm (basszusgitár) és Andy Molholt (gitár).

## Történet
2011-ben Sadie Dupuis egy nyári táborban tanított dalszövegírást, közben pedig laptopjával saját alkotásait is felvette. A munkából két demófelvétel (Cop Kicker és The Death of Speedy Ortiz) keletkezett.
2011 végén megalakult az együttes, majd kiadták a Paul Q Kolderie által rögzített, a Taylor Swift és Swim Fan dalokat tartalmazó kislemezüket. Második kiadványuk a 2012-es Sports középlemez, amelyet az Exploding in Sound jelentetett meg.
Első stúdióalbumukat, a Major Arcanát 2013. július 9-én adta ki a Carpark Records. A lemez pozitív visszajelzéseket kapott, a Pitchfork Media a legjobb új alkotásnak nevezte.
2014-ben Matt Robidoux gitárost a Grass Is Green zenésze, a szintén massachusettsi Devin McKnight váltotta. 2015. január 21-én bejelentették második, Foil Deer című nagylemezüket, amely 2015. április 21-én jelent meg, amelyet az előző stúdióalbumhoz hasonlóan szintén a Carpark Records adott ki.
Első áttörésüket ezzel a lemezzel érték el, melyet több kritikus is pozitív szavakkal éltetett. A Pitchfork kritikájában Jillian Mapes a következőket írta: „Az album kegyetlen és zsigeri, a szövegek ragyognak, melyek egyszerre erősen szó szerint és képletesen is értelmezhetőek… Ahogy Dupuisnak egyre nő az önbizalma, ő és társai egyre határozottabban alkotnak”. Az együttes a 2015-ös The Boston Music Awards három kategóriát is megnyerte (év előadója, albuma (Foil Deer) és dala (Raising the Skate), valamint a Girls Rock Camp Foundationnek juttatott adományaikkal különdíjat is nyertek. A Nicolas Vernhe brooklyni stúdiójában (Rare Book Room) három hét alatt felvett Foil Deerrel a csapat elnyerte a 2015-ös „Noisey Év Alkotója” elismerést. A Noisey a következőképp jellemezte az együttest: „Azért léteznek, hogy visszaadjanak valamit a közösségüknek. Azért léteznek, hogy felülkerekedjenek rajtad. Azért léteznek, hogy öklödet a levegőbe emeld. A zenekar a punk rock kezdeti időszakát testesíti meg – domináns gitárzene és határozott színpadi kiállás – de ezzel együtt azt is üzenték, hogy nem számít, hogy érzed magad, rendben vagy”.
A zenekar koncertpartnerei voltak Thurston Moore, a The Breeders, a Stephen Malkmus & The Jicks, valamint az Ex Hex.

## Tagok

### Jelenlegi
- Sadie Dupuis – ének, gitár (2011–)
- Mike Falcone – dob (2011–)
- Darl Ferm – basszusgitár (2011–)
- Audrey Zee Whitesides – basszusgitár (2018–)
- Andy Molholt – gitár (2017–)

### Korábbi
- Devin McKnight – gitár (2014–2017)
- Matt Robidoux – gitár (2011–2014)

## Diszkográfia

### Stúdióalbumok
| Cím          | Megjelent         | Kiadó           |
| ------------ | ----------------- | --------------- |
| Major Arcana | 2013. július 9.   | Carpark Records |
| Foil Deer    | 2015. április 21. | Carpark Records |

### Középlemezek (EP-k)
| Cím          | Megjelent         | Kiadó                      |
| ------------ | ----------------- | -------------------------- |
| Sports       | 2012. június 5.   | Exploding In Sound Records |
| Real Hair    | 2014. február 11. | Carpark Records            |
| Foiled Again | 2016. június 3.   | Carpark Records            |

### Kislemezek
| Év   | Cím                                     | Kiadó            |
| ---- | --------------------------------------- | ---------------- |
| 2012 | Taylor Swift/Swim Fan                   | saját kiadás     |
| 2013 | Ka-Prow!/Hexxy                          | Inflated Records |
| 2014 | Bigger Party                            | Adult Swim       |
| 2014 | Doomsday (split lemez Chris Weismannel) | LAMC             |
| 2015 | Raising the Skate                       | Carpark Records  |
| 2015 | The Graduates                           | Carpark Records  |
| 2017 | In My Way                               |                  |
| 2017 | Screen Gem                              |                  |

### Demók
| Cím                       | Megjelent          | Kiadó        |
| ------------------------- | ------------------ | ------------ |
| Cop Kicker                | 2011. október 8.   | saját kiadás |
| The Death of Speedy Ortiz | 2011. november 29. | saját kiadás |

### Videóklipek
| Év   | Cím                |
| ---- | ------------------ |
| 2013 | Tiger Tank         |
| 2013 | No Below           |
| 2013 | Ka-Prow!           |
| 2014 | American Horror    |
| 2015 | The Graduates      |
| 2015 | Raising the Skates |
| 2015 | Swell Content      |
| 2015 | My Dead Girl       |

## Fordítás
Ez a szócikk részben vagy egészben  a   Speedy Ortiz című angol Wikipédia-szócikk ezen változatának fordításán alapul.  Az eredeti cikk szerkesztőit annak laptörténete sorolja fel. Ez a jelzés csupán a megfogalmazás eredetét és a szerzői jogokat jelzi, nem szolgál a cikkben szereplő információk forrásmegjelöléseként.